# 월령항
월령항은 제주특별자치도 제주시 한림읍 월령리에 위치한 어항이다. 2004년 9월 23일 어촌정주어항으로 지정되었다. 관리청은 제주시, 시설관리자는 제주시장이다.

## 어항 연혁
월령리 마을의 설촌연대는 2백년쯤 옛날로 거슬러 오른다. 마을 남쪽의 "북생이왓"에 사람이 살았으며 마을 동쪽 속칭 "임비장머생이"에 임비장이 와서 살기 시작하면서부터이다. 그 후 김해김씨의 주상이 금능리로부터 "자루기"라는 이 마을의 동네에 와서 살기 시작했다. 전주 이씨와 밀양 박씨, 파평윤씨, 탐라고씨, 강씨등이 각 5∼6대씩을 이 마을에서 살고 있다. 이 마을에는 마을 주변이 숲이었던만큼 여우에 얽힌 이야기들을 많이 있다.

## 어항 구역
- 수역: 58,296m2[1]

## 어항 시설
1991년 방파제 13m, 선착장 10m 축조를 시작으로 현재까지 방파제 147m, 선착장 114m, 물양장 78m가 축조되어 있다.